# Philipp Jacob Kalb

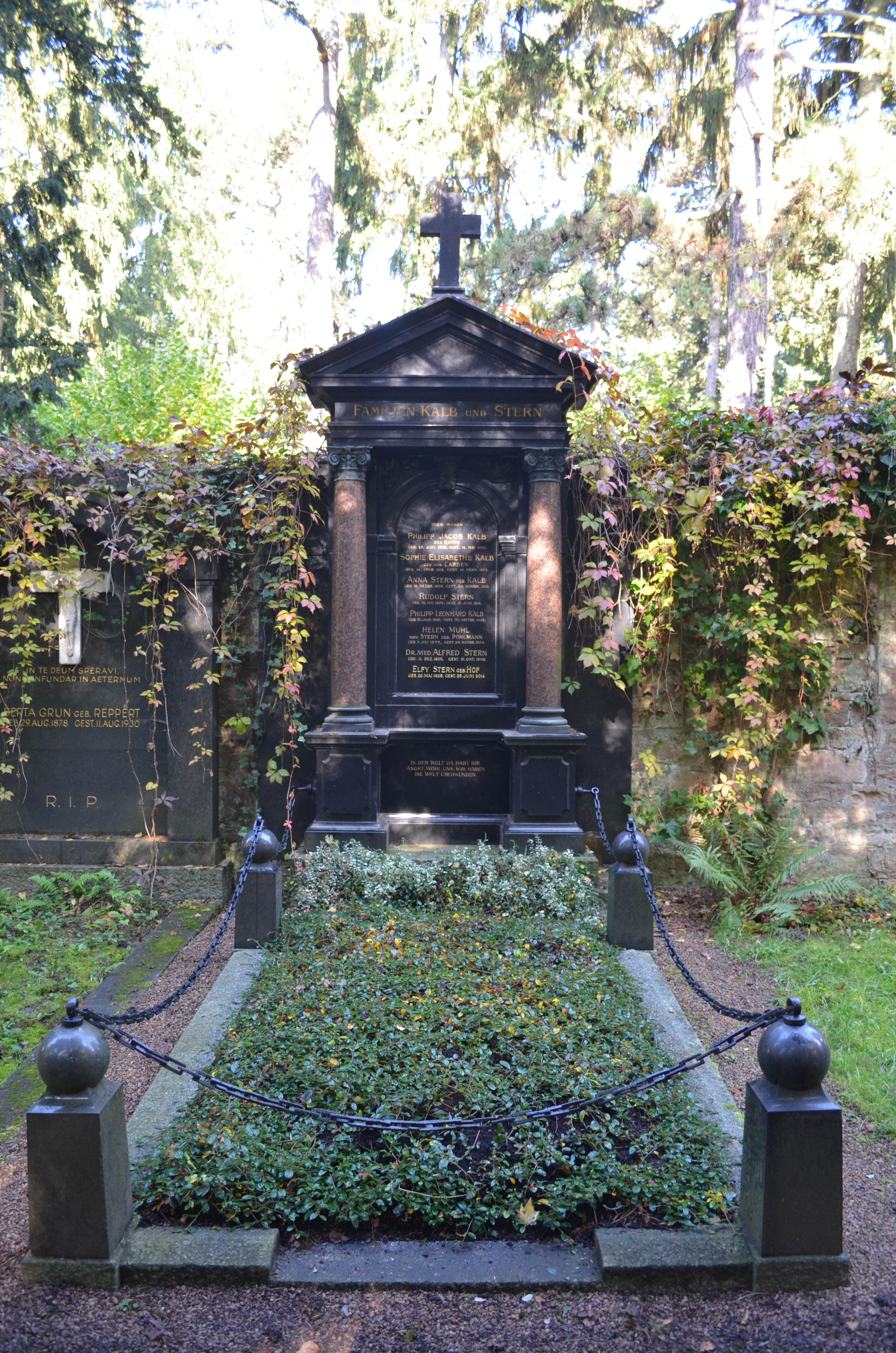
Grab von Philipp Jacob Kalb auf dem Frankfurter Hauptfriedhof

Philipp Jacob Kalb (* 25. Juni 1805 in Frankfurt am Main; † 12. Mai 1883 ebenda) war ein Politiker der Freien Stadt Frankfurt.
Philipp Jacob Kalb war Bürstenbindermeister in Frankfurt am Main. Vom 22. November 1847 bis 1866 war er als Ratsverwandter Mitglied im Senat der Freien Stadt Frankfurt. Er gehörte dem Gesetzgebenden Körper von 1842 bis 1843 und von 1851 bis 1856 an. Von 1843 bis 1847 war er Mitglied der Ständigen Bürgerrepräsentation.
Sein Grab (Gewann D adM 534) auf dem Hauptfriedhof Frankfurt steht unter Denkmalschutz.